# Loxopholis guianense
Loxopholis guianense — вид ящірок родини гімнофтальмових (Gymnophthalmidae). Мешкає в Південній Америці.

## Поширення і екологія
Loxopholis guianense мешають в Гаяні, Суринамі і Французькій Гвіані, а також на північному сході Бразилії (Амапа, Амазонас, Пара). Вони живуть у вологих тропічних лісах.